# Motu Iti (Marquesas)
Motu Iti, anderer Name Hatu Iti, frühere Namen: Franklin’s Island, Les Deux Frères, Hergest Rocks, ist eine kleine Insel (iti = polynesisch klein) im südöstlichen Pazifischen Ozean, die zur Inselgruppe der Marquesas gehört.

## Geografie
Die unbewohnte Insel liegt 42 Kilometer nordwestlich von Nuku Hiva, der größten Insel der Marquesas. Eigentlich besteht Motu Iti aus mehreren winzigen Inselchen, die sich alle aus derselben basaltischen Basis erheben. Im Osten sind der nur 0,2 km² großen Hauptinsel noch ein 300 × 80 m messender, 76 m aus dem Meer ragender Felsbuckel und zwei kleinste Felsriffe vorgelagert. Die Hauptinsel ist 670 m lang, 565 m breit und erreicht eine Höhe von 220 Metern. Es ist eine erdgeschichtlich sehr junge Vulkaninsel, die hauptsächlich aus Basaltgesteinen besteht. Wegen des geringen geologischen Alters ist Motu Iti noch nicht von einem über die Meeresoberfläche ragenden Korallenriff umgeben.
Die steilen Flanken der Hauptinsel erheben sich unmittelbar aus dem Ozean und werden von einem Hochplateau gekrönt. Die höchste Erhebung (ohne Namen) befindet sich im nördlichen Drittel der Insel und beträgt 220 Meter. Die geschlossenen, nahezu lotrechten Kliffs der unzugänglichen Küste und die heftige Brandung machen ein Anlanden äußerst schwierig.

## Flora und Fauna

### Flora
Die niedrig wachsende, dünne Pflanzendecke des Hochplateaus besteht nur aus vier Arten. Sie wird dominiert von Leptochloa xerophila, einem Gras, das zur Verwandtschaft der Liebesgräser (Eragrostis) gehört. Daneben gibt es größere Flecken von Portulaca lutea, einer niedrig wachsenden Pflanze mit dicken, fleischigen Blättern, die auf Hawaii unter dem polynesischen Namen „ihi“ bekannt ist. Vereinzelt kommen in feuchten und geschützten Spalten auch die Farne Phymatosorus scolopendria, in Hawaii „lauae“ genannt, und Microsorum grossum vor. Der Botaniker Steve Perlman vom National Tropical Botanical Garden auf Hawaii, der die Insel 1988 im Rahmen der Fatuiva Expedition der Smithsonian Institution aufsuchte, führt die spärliche Pflanzendecke auf die Beweidung von Schafen zurück, die vermutlich Europäer irgendwann dort ausgesetzt haben.

### Fauna
Auf Motu Iti und dem größeren vorgelagerten Felsriff kommen 23 Arten von Seevögeln vor, von denen 16 Arten dort auch nisten. Sie finden auf der unbewohnten Insel ideale Nistplätze. Die häufigsten Vogelarten sind: Phönixsturmvögel (Pterodroma alba), Rußseeschwalben (Onychoprion fuscatus), Sturmtaucher Puffinus Iherminieri und Puffinus pacificus sowie Tölpel.
Neben der Pazifischen Ratte (Rattus exulans), die heute ein ernsthaftes Problem für die Vogelkolonien ist, kommen zwei Arten von Reptilien vor: der Skink Cryptoblepharus poecilopleurus und der Vierklauen-Gecko (Gehyra mutilata).
Auf der Hauptinsel leben drei Spinnenarten, zwei Arten von Landkrabben und die Ameise Monomorium liliuokalanii, eine indigene Art auf den Marquesas.:258

## Geschichte
Der Name Motu Iti ist polynesischen Ursprungs und heißt „Kleine Insel“, aber wahrscheinlich war Motu Iti von polynesischen Ureinwohnern nicht dauerhaft besiedelt, da keine Frischwasserquellen bekannt sind. Es gibt jedoch Hinweise für die – vielleicht nur zeitweise – Anwesenheit von Polynesiern. Der Anthropologe Ralph Linton besuchte Motu Iti 1920 im Rahmen der Bayard Dominick expedition des Bernice P. Bishop Museums in Honolulu. Er entdeckte eine Bestattungshöhle, die „befindet sich etwa auf halber Höhe der Klippe auf der Ostseite der Insel; enthält ein paar verstreute Knochen.“ Hatu Iti war seiner Meinung nach eine Begräbnisstätte der Häuptlinge des Hakaui-Tales auf Nuku Hiva.
Der Botaniker Steve Perlman stellte 1988 auf dem Hochplateau Mauerreste unbekannter Herkunft und unbekannten Alters fest.
Offenbar hat auch Ralph Linton diese Baureste bereits 1920 gesehen, denn er beschreibt sie als: „Strukturen von Vogeljägern oder Begräbnisstrukturen auf ebenem Grund auf der Spitze der Insel; bestehend aus drei oder vier kleinen Einhegungen aus einzelnen Steinen“. Die Population der Pazifischen Ratte, die von polynesischen Seefahren als Nahrungstier mitgeführt und auf den Inseln verbreitet wurde, kann ebenfalls als ein Anzeichen für die Anwesenheit von Polynesiern gelten.
Joseph Ingraham, ein amerikanischer Handelskapitän, der am 20. April 1791 die Insel in Sichtweite passierte, beschreibt Motu Iti als bewaldet (well wooded) und „bewohnt“, da bei der Vorbeifahrt des Schiffes Feuer angezündet wurden. Er nannte die Insel Franklin´s Island nach dem amerikanischen Präsidenten Benjamin Franklin.
Der nächste Besucher, nur zwei Monate später am 22. Juni 1791, war der französische Weltumsegler Étienne Marchand, der jedoch ebenfalls nur an der Insel vorbeisegelte. Er taufte sie Les Deux Frères (Die zwei Brüder) nach den beiden Brüdern Baux aus Marseille, die seine Expedition finanziert hatten.
Der britische Marineoffizier Richard Hergest nannte die Insel Hergest Rocks, als er sie am 30. März 1792 mit der Daedalus, dem Versorgungsschiff der Vancouver-Expedition, passierte.
Die ersten Wissenschaftler, die Motu Iti am 19. September 1922 betraten, dürften die Ornithologen Rollo H. Beck (1870–1950) und W.B. Jones von der amerikanischen Whitney South Seas expedition gewesen sein.
Heute gehört Motu Iti politisch zum französischen Überseeland (Pays d'outre-mer – POM) Französisch-Polynesien und zur commune associée Taiohae der Gemeinde Nuku Hiva.